# Grotte d'Afqa
Grotte d'Afqa è un centro abitato e comune (municipalité) del Libano situato nel distretto di Jbeil, governatorato del Monte Libano.